# Linodendron venosum
Linodendron venosum är en tibastväxtart som beskrevs av August Heinrich Rudolf Grisebach. Linodendron venosum ingår i släktet Linodendron och familjen tibastväxter. Inga underarter finns listade i Catalogue of Life.